# A Comédia do Amor

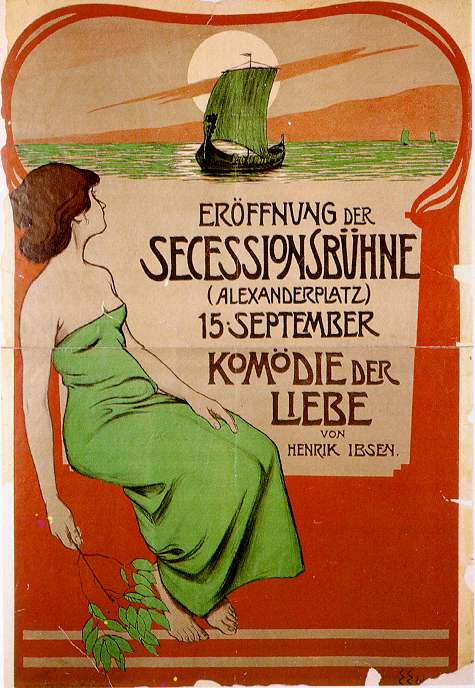
Pôster (autoria: Edmund Edel) da peça A Comédia do Amor ao ser representada em Berlim, em 1900.

A Comédia do Amor (em norueguês:  Kjærlighedens Komedie) é uma peça teatral do dramaturgo norueguês Henrik Ibsen, uma comédia em três atos, publicada em 31 de dezembro de 1862, e representada pela primeira vez em 24 de novembro de 1873, no Christiania Theatre, em Christiânia.

## Enredo
Dois estudantes - Falk e Lind - estão na casa de campo da Sra. Halm, cortejando suas duas filhas, Anna e Svanhild. Lind tem a ambição de ser um missionário, Falk um grande poeta. Falk critica a sociedade burguesa, em seus versos, e insiste em que vivam um momento de paixão. Lind propõe casamento para Anna, que aceita, mas Svanhild rejeita a chance de se tornar musa de Falk, pois a poesia é apenas escrever, e ele pode fazer isso por conta própria e sem realmente arriscar-se por suas crenças.
Falk é libertado por suas palavras e decide colocar as idéias em ação. Quando Lind é persuadido por amigos de Anna para não ser missionário, mas sim ficar em uma existência confortável cuidando de sua mulher, Falk os denuncia - dizendo que seus casamentos não têm nada a ver com amor. Falk é condenado ao ostracismo, mas Svanhild admira sua coragem. Eles planejam fugir juntos e viver o ideal.
O pastor Straamand e Styver tentam persuadir Falk de sua escolha, mas as exigências de respeitabilidade e segurança não o podem demover. Finalmente, o rico empresário Guldstad pergunta se seu relacionamento pode sobreviver ao declínio da primeira onda de amor. Falk e Svanhild admitem que não, e Svanhild aceita de Guldstad a proposta de um casamento financeiramente seguro, ao invés de experimentar o amor por Falk e vê-lo morrer. Falk passa a escrever canções que celebram um amor imaculado, enquanto Svanhild passa a viver sombriamente o mundo da convenção - uma dona de casa que já teve uma paixão e agora vive de suas memórias.

## Personagens
Fonte:
- Sra. Halm
- Svanhild e Anna, suas filhas
- Falk, poeta
- Lind, estudante de teologia
- Guldstad, um empresário
- Styver
- Miss Skære, sua noiva
- Straamand, pastor
- Mrs. Straamand, sua esposa
- Estudantes, parentes, outros

## Histórico

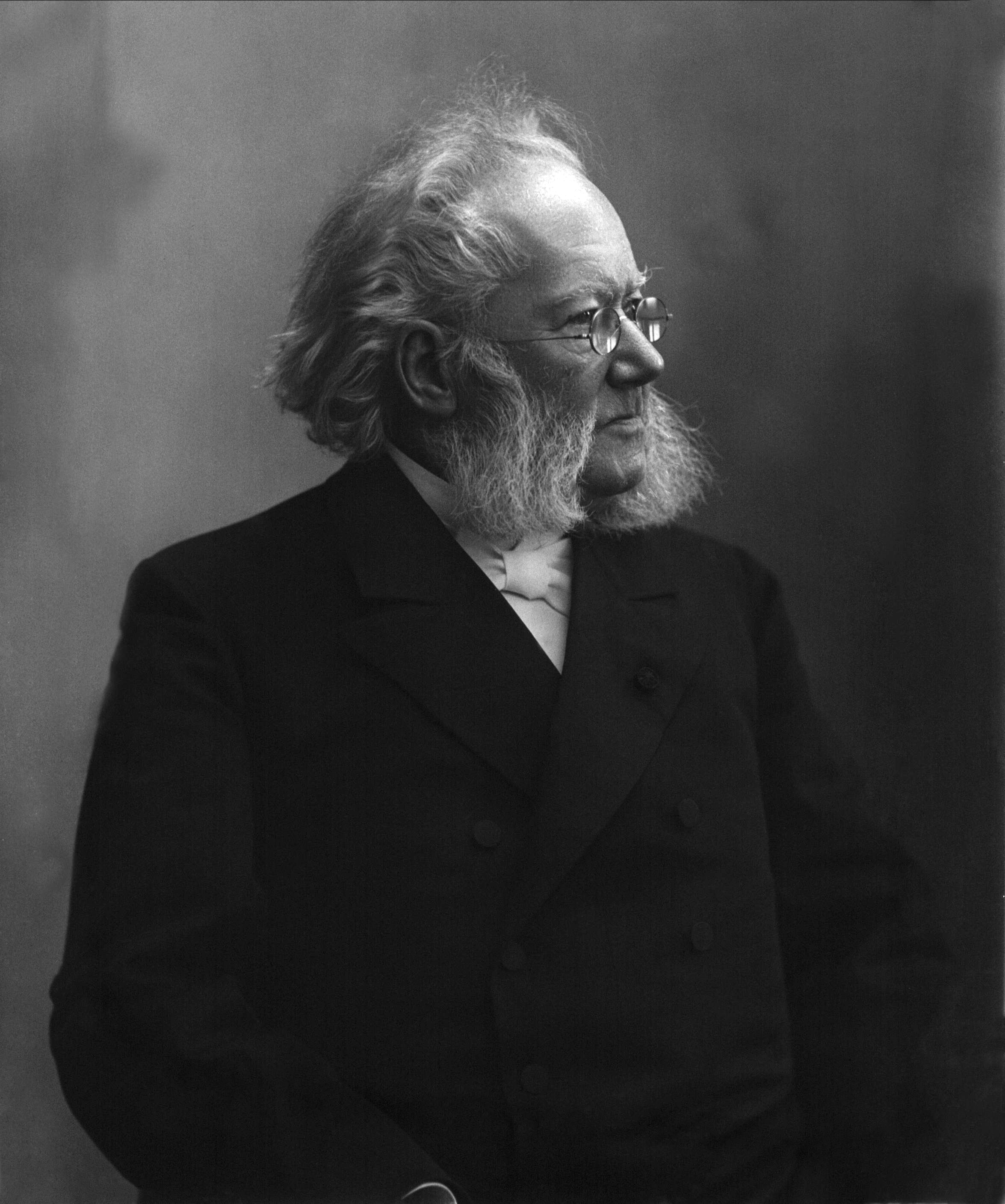
Henrik Ibsen fotografado por Gustav Borgen.

A sugestão da peça veio de um romance de Camilla Collet, escritora norueguesa, que lutava pela emancipação feminina e defendia a ideia de que matrimônio sem amor não é verdadeiro.
O primeiro esboço da peça é datada de 1860 e é intitulado Svanhild. É composto de apenas um ato, escrita em prosa. O assunto foi posto de lado e não retomado até o início de 1862. O projeto Svanhild foi reescrito em verso e desenvolveu-se a primeira versão da Comédia do Amor em três atos. No verão seguinte, no entanto, Ibsen re-trabalhou a peça, especialmente no caso do primeiro ato. Nós não sabemos exatamente quando ele a terminou.
Ibsen revisou a peça em 1866, em preparação para sua publicação "como um livro de Natal", como ele dizia. Sua decisão de torná-lo mais atraente para os leitores dinamarqueses, através da remoção de muitas das palavras especificamente norueguesas, foi tomado como um exemplo precoce da expressão de seu desprezo pela campanha norueguesa contemporânea para purgar a linguagem de suas influências estrangeiras.

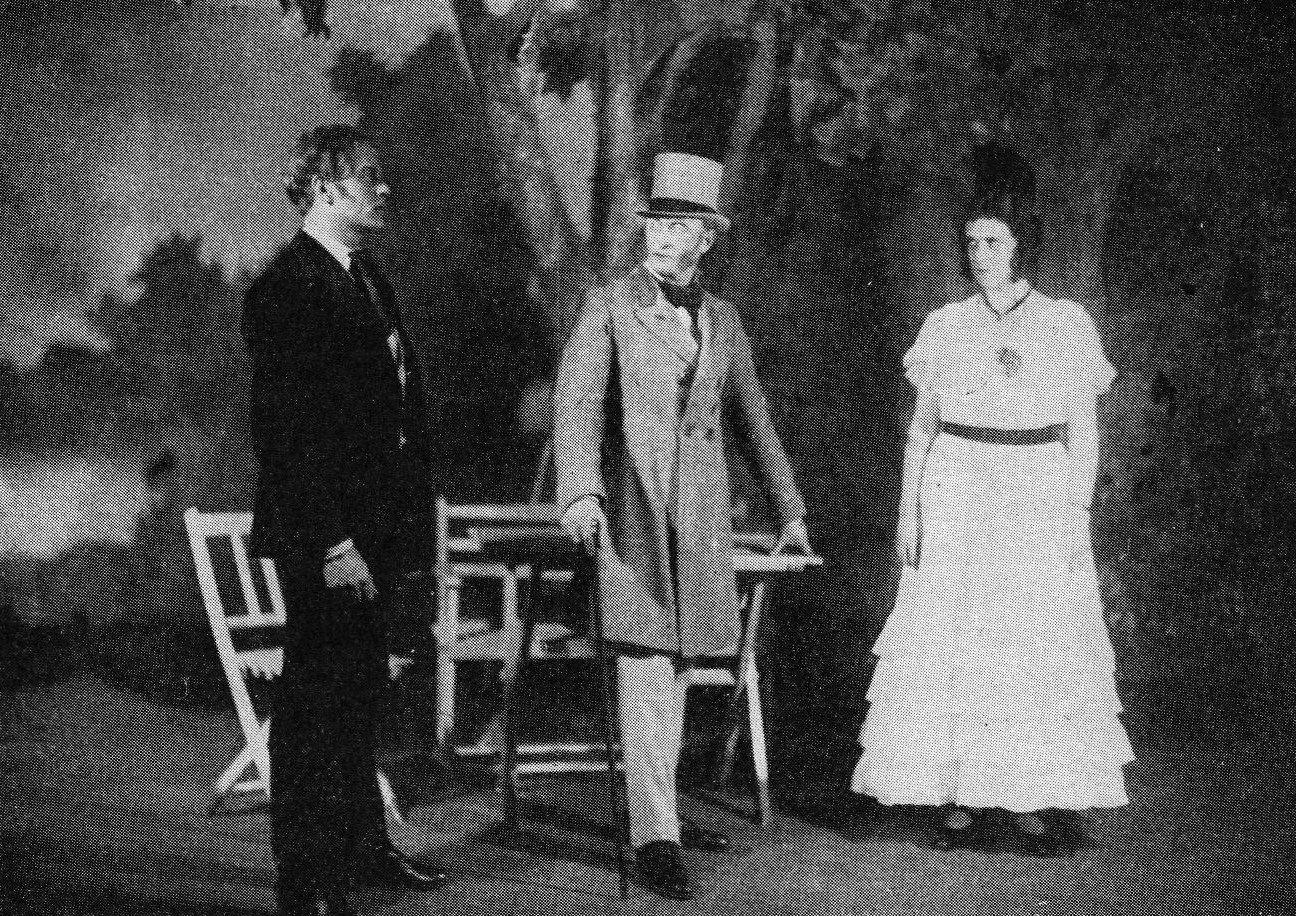
Cena de Kjærlighetens komedie, com Hans Jacob Nilsen como Falk, Thoralf Klouman como Gulstad, Ellen Isefiær como Svanhild, em Oslo, 1928.

A peça foi representada pela primeira vez em 1873 (11 anos após a publicação), com estreia em 24 de Novembro, no Christiania Theatre, com Sigvard Gundersen como Falk, Laura Gundersen como Svanhild, Johannes Brun como Pastor Straamand, e Andreas Isachsen como Guldstad. Foi devido a mudanças na liderança do teatro que a peça não fora produzido por mais de um ano. O sueco Ludvig Josephson foi nomeado diretor artístico do teatro, e a peça foi produzida, e se tornou parte regular do repertório do teatro, sendo representada 77 vezes nos próximos 25 anos. Sua primeira produção na Broadway estreou no Hudson Theatre, em 23 de março de 1908.
Ibsen adotou, para a peça, um cenário contemporâneo (pela primeira vez desde a sua Noite de São João, de 1853) e uma forma de versos rimados. Sua linguagem é carregada com imagens vívidas e Ibsen dá aos personagens características de paixão e poesia. Ele dramatiza a burguesia, tal qual mais tarde faria nas peças de tendências naturalistas, mas neste caso eleva seus personagens a um status emblemático, mais parecido com Imperador e Galileu, Brand ou Peer Gynt; os personagens parecem ser contemporânea, mas são dadas nomes emblemáticos como Falcon, Swan, Straamand e Gold.
Ibsen chamou A Comédia do Amor uma extensão de seu poema Paa Vidderne (Vida nas Terras Altas), na medida em que ambos os trabalhos exploram a necessidade de libertação; ambos, ele sugeriu, foram baseados em seu relacionamento com sua mulher Suzanna. Em 1870, ele escreveu que a peça foi "muito debatida na Noruega, onde as pessoas relacionaram-no com as circunstâncias de minha vida pessoal". Robert Ferguson sugere que é uma "grande história de amor", acrescentando que "nosso conhecimento de que [Falk] está mentindo, que ele e Svandhild voluntariamente voltam-se para um futuro com esse ato de auto-mutilação emocional [...] dá à peça extraordinária pungência". Como "o culminar brilhante de um longo e inábil aprendizado", a peça é, Brian Johnson escreve, "a primeira obra-prima de Ibsen".

## Considerações críticas
A peça é uma comédia, e como resultado de ser estigmatizada como "imoral" pela imprensa da época, o Christiania Theatre não se atreveu a ser o primeiro a apresentá-la. "A peça provocou uma tempestade de hostilidade", Ibsen escreveu em seu prefácio, três anos depois, "mais violenta e mais generalizada do que a maioria dos livros poderia se vangloriar de ter evocado em uma comunidade em que a grande maioria de seus membros normalmente considera questões de literatura como sendo preocupação de pequeno porte". A única pessoa que aprovava na época, Ibsen diria mais tarde, era sua esposa.
Segundo Carpeaux, os conservadores sentiram-se ofendidos com as caricaturas dos casais burgueses retratadas por Ibsen, enquanto “os românticos ficaram indignados com a solução aparentemente ignóbil”. Os versos de Ibsen eram maliciosamente satíricos, e cada “rima um golpe mortal nas convenções sociais”. Ibsen não apenas se viu difamado, como também o “Storting”, parlamento norueguês, recusou-lhe a “pensão de poeta”, que dera a outros escritores, e Ibsen vivia de um pequeno emprego jornalístico.
Oliveira considera a peça dentro de uma trilogia lírico-filosófica, ao lado de Peer Gynt e Brand.

## Publicação

### Primeira edição
Em 20 de junho de 1862, Ibsen assinou um contrato com Jonas Lie, o novo proprietário do semanário literário Illustreret Nyhedsblad, a respeito da publicação de A Comédia do Amor. A peça foi anunciada como o "presente de Ano Novo para 1863" da revista e entregue gratuitamente a todos os assinantes. Na véspera do Ano Novo chegou à casa das pessoas que viviam em Christiania, enquanto para aqueles que viviam em outros lugares foi emitida com a revista de 04 de janeiro de 1863. Jonas Lie tinha algumas cópias separadas da obra impressa, que colocou à venda em livrarias, através de um acordo com Ibsen. O número exato de exemplares não é conhecido. A Comédia do Amor foi mal recebida pela maioria dos críticos da época.

### Segunda edição
Em uma carta a Frederik Hegel, o editor dinamarquês de Ibsen, enviado de Frascati, na Itália, em 22 de agosto de 1866, Ibsen sugeriu uma nova edição revista de A Comédia do Amor. "O livro pode ser considerado como um precursor de Brand, e irá atrair leitores na Dinamarca", escreveu em sua carta a Hegel.
Não demorou muito para Ibsen revisar a peça; especificamente palavras e expressões norueguesas foram removidos para o bem dos leitores dinamarqueses, mas não há outras mudanças. Em 05 de outubro de 1866, ele enviou a cópia revisada para Hegel. No entanto, o mercado ainda não tinha tido o suficiente de Brand, e uma quarta impressão do livro foi publicada. Por isso, a publicação da segunda edição de A Comédia do Amor foi adiada até a primavera de 1867.